# Liviu Constantinescu
Liviu Constantinescu (n. 26 noiembrie 1914, Ighișdorful român, comitatul Sibiu – d. 29 noiembrie 1997, Saint-Louis, Alsacia) a fost un geofizician român, profesor universitar, membru al Academiei Române. Este considerat, împreună cu Sabba S. Ștefănescu, drept fondator al școlii române de geofizică.

## Biografie

### Familia, studii
S-a născut la 26 noiembrie 1914 și a fost al doilea dintre cei cinci copii ai preotului Romul Constantinescu, care a descins dintr-o familie care a dat șase generații de preoți în Ighișul Vechi, și ai soției sale Ana, născută Dancășiu, originară din Rășinari. A urmat școala primară la Rășinari și liceul Principele Nicolae din Sighișoara, iar bacalaureatul l-a luat la Blaj în anul 1932.
După absolvirea liceului, aflându-se în căutarea profesiei de urmat în viață, Horia Teculescu, profesorul său de limba română și filozofie, care l-ar fi dorit urmaș la catedră i-a scris:
„Am trecut și eu prin acest zbucium sufletesc: sufletul mă chema mereu spre culmi, iar realitatea mă îndemna să-mi ajut imediat neamul, punându-mă în slujba școalei. Nu vreau să-ți sugerez nimic. Vei face, cum vei crede d-ta. Dacă mergi înainte, spre studii de specializare, am mângâierea că vei aduce serioase contribuții științei românești. Dacă vii alături de mine, am credința că vei contribui la schimbarea la față a sufletului românesc în acest colț de pământ. Cu pregătirea d-tale și cu puterea de muncă pe care o ai, ești predestinat s'ajungi la loc de cârmă în slujba neamului. Dumnezeu să-ți ajute și s'auzim de bine!”
Studiile universitare le-a făcut la Facultatea de Științe din București, Secția de Fizică și a fost licențiat în științe fizico-chimice în anul 1935. S-a înscris la doctorat și a lucrat ca asistent universitar în Laboratorul de Acustică și Optică al Facultății de Științe. Doctoratul l-a făcut sub îndrumarea profesorului Eugen Bădărău și a elaborat teza de doctorat Potențiale distruptive în vapori de hidrocarburi, devenind doctor în științe fizice al Universității din București în anul 1941.
În perioada 1937-1943 a fost asistent universitar la Facultatea de Științe, Universitatea din București și profesor la liceul francez „Bossuet”, liceul „Matei Basarab” și liceul „Constantin Brâncoveanu”.
În anul 1939 s- a căsătorit cu Sofia Stoicoviciu, originară din Sighișoara, absolventă a Facultății de Litere și Filozofie a Universității din București, iar împreună au avut un fiu, Dan Horia Constantinescu, care a devenit un fizician apreciat, atât în țară cât și în Germania, fiind însurat cu Ruxandra Sireteanu-Constantinescu.
După susținerea tezei de doctorat, în anul 1941, Liviu Constantinescu a fost trimis pe frontul de Est, dar a scăpat de încercuirea de la cotul Donului datorită unei permisii norocoase. Radu  Grigorovici, un prieten al academicianului, a consemnat:
„Întors de pe front, din Crimeea, am regăsit acolo pentru scurt timp pe prietenul meu, scăpat cu puțin înainte, ca prin minune, din cotul Donului. Din război se întorsese un Liviu Constantinescu schimbat. Exterior, cu barba sa blondă, părea un Hristos sever. Interior, învățase să se adapteze singurătății printre oameni cu care nu avea nimic în comun.”
Începând cu anul 1942, Liviu Constantinescu, asistent al profesorului Bădărău, își schimbă domeniul de preocupări științifice, aplecându-se asupra geofizicii, iar în urma recomandării profesorului Șerban Țițeica devine primul director al Observatorului Geofizic Surlari, numit astăzi Observatorul Geomagnetic Național Surlari „Liviu Constantinescu”, poziție pe care a ocupat-o din anul 1943 până în anul 1958.

### Cariera academică
După reforma învățământului, a fost succesiv conferențiar, profesor, profesor șef de catedră între anii 1949 și 1975, la Catedra de Geofizică ce a funcționat întâi la Institutul de Mine, apoi la Institutul de Petrol, Gaze și Geologie și în fine la Universitatea din București. Liviu Constantinescu a predat cursuri de geomagnetism și prospecțiuni magnetice, gravimetrie și prospecțiuni gravimetrice, seismologie și radiometrie. A fost ales prorector al Institutului de Petrol, Gaze și Geologie în anul 1970, funcție pe care a deținut-o doar un an. După mutarea Facultății de Geologie Tehnică la Universitatea din București, în anul 1973, a fost profesor, iar după pensionarea sa prematură, din anul 1975, cauzată de refuzul de a se înscrie în partidul comunist, a activat ca profesor consultant.
În paralel, începând cu anul 1949, a fost cercetător, șef de secție din anul 1952 și director adjunct științific între anii 1959 și 1970 în unități de cercetare ale Academiei: întâi la Institutul de Fizică, apoi la Institutul de Geologie, Geofizică și Geografie, în fine la Centrul de Cercetări Geofizice.
În anul 1957, împreună cu academicianul Gheorghe Demetrescu, a reprezentat România la Adunarea Generală a Uniunii Internaționale de Geodezie și Geofizică (UIGG), desfășurată la Toronto, unde a promovat Observatorul Geofizic de la Surlari, introducându-l în rețeaua internațională a observatoarelor geomagnetice, iar discuțiile avute cu seismologii Beno Gutenberg și Charles Francis Richter l-au determinat să se aplece asupra cercetării de seismologie centrate pe studiul cutremurelor din Vrancea.
În anul 1961 a luat ființă, sub conducerea lui Sabba Ștefănescu, Centrul de Cercetări Geofizice al Academiei, iar Liviu Constantinescu a condus Secția de Geofizică Aplicată și ulterior și pe cea de Seismologie. În acest context, în colaborare cu geofizicianul Radu Botezatu, a realizat un studiu teoretic al anomaliilor câmpurilor potențiale, folosind metoda continuării analitice în semispațiul inferior, rezultând formule care au permis un calcul aproximativ al mareelor terestre. Cu același colaborator a investigat aplicabilitatea prospecțiunii gravimetrice la detectarea anticlinalelor petrolifere din regiunea pericarpatică și a studiat aproximarea și aplicațiile gradientului vertical al gravitației terestre.
Din anul 1962 s-a aplecat asupra studiilor de seismicitate a României, în colaborare cu geofizicianul Dumitru Enescu, elaborând un model care descrie producerea cutremurelor intermediare de la curbura Carpaților Orientali. De asemenea, au analizat relațiile energie-magnitudine-intensitate pentru cutremurele din Vrancea, stabilind parametrii regimului seismic al zonei respective.
În anul 1963 a fost ales membru corespondent al Academiei la Secția de Geologie, Geofizică și Geografie, iar din anul 1967 a fost membru în Biroul și Comitetul Executiv al IUGG până în anul 1975, fiind vicepreședinte al UIGG între anii 1969 și 1971. Din anul 1970 a fost  membru în Consiliul de conducere al Centrului Seismologic Internațional până în anul 1974 și în consiliul de conducere al Societății Geofizice Europene până în anul 1975, devenind vicepreședinte al Comisiei Seismologice Europene în anul 1972 până în anul 1976.
A fost membru al grupului de studiu privind „Metode seismice pentru monitorizarea exploziilor subterane” de la Stockholm International Peace Research Institute (SIPRI) (1968-1970); membru (și președinte prin rotație) al comitetului de coordonare al proiectului PNUD/UNESCO pentru studiul seismicității regiunii balcanice (1970-1977).
În anul 1974 a scris lucrarea „Mesaje ale Pământului în descifrări actuale”, lucrare care s-a dorit a fi poarta către o suită de cărți de popularizare a științelor geonomice, intitulată „Noi și Pământul”, dar acest proiect nu s-a realizat din cauza blocării politice a activității profesorului. În anul 1980 a publicat, în colaborare cu geofizicianul Vasile Mârza, un catalog de referință al seismelor resimțite pe teritoriul României timp de un mileniu (984-1979).
Din cauza poziției sale, Liviu Constantinescu a fost urmărit de Securitate în perioada martie 1978 - martie 1986. Urmărirea a fost declanșată prin denunț și alimentată cu informații de către un geofizician colaborator al profesorului Liviu Constantinescu, dirijat de Securitate. Dosarul de urmărire informativă al academicianului Liviu Constantinescu, se află la CNSAS și cuprinde circa 150 de pagini. În mare parte, dosarul s-a constituit pe delațiunile sursei „Valentin“, pe care fiul academicianului, fizicianul Dan H. Constantinescu, care locuia la Frankfurt, considera, în baza unor detalii din dosar, că ar fi Dorel Zugrăvescu, directorul Institutului de Geodinamică „Sabba S. Ștefănescu“, fost apropiat colaborator al academicianului Liviu Constantinescu, al cărui student și discipol a fost. Dl. Zugrăvescu a negat categoric faptul că a fost informator al Securității și a cerut CNSAS analiza dosarelor sale, rezultatul comunicat după un an de verificări fiind categoric: nu a colaborat cu Securitatea și nu a făcut poliție politică.
După răsturnarea dictaturii comuniste, Liviu Constantinescu a revenit din retragerea forțată care durase 15 ani. Ales membru titular al Academiei Române în 1990 (era membru corespondent din 1963) și președinte al Secției de Științe Geonomice (1990-1994), s-a angajat cu hotărâre pentru renașterea Academiei Române și a geofizicii românești. Până la retragerea definitivă (1995) a fost președinte al Comitetului Național Român de Geodezie și Geofizică și al Societății Române de Geofizică.
Universitar cu o vastă cultură științifică și umanistă, Liviu Constantinescu a fost un talentat pedagog. De-a lungul a 25 de ani, a predat cursuri de geomagnetism și prospecțiuni magnetice, gravimetrie și prospecțiuni gravimetrice, seismologie, radiometrie, distingându-se prin calitatea și actualitatea informației, dar și prin claritatea și eleganța expunerii. A fost editor și coautor al unui manual de „Prospecțiuni geofizice” (Editura Tehnică, București, 1964-1965). A redactat capitolul „Terra” pentru „Enciclopedia del Novecento” (Istituto della Enciclopedia Italiana, Roma, 1975-1990).

## Ultimii ani
La vârsta de 80 de ani s-a retras de la conducerea Secției de Științe Genomice. S-a recăsătorit, în anul 1995, cu Doina Ienciu, prietenă din adolescență, licențiată în chimie și stabilită în Franța.
Liviu Constantinescu a murit la 29 noiembrie 1997, în Saint-Louis, Departamentul Haut-Rhin din Alsacia.

## Distincții
- Ordinul Muncii clasa a III-a (30 decembrie 1957) „cu ocazia celei de a zecea aniversări a proclamării Republicii Populare Romîne și pentru merite deosebite în îndeplinirea sarcinilor date de Partidul Muncitoresc Romîn, pentru merite deosebite pe tărîmul construcției de stat, economice, sociale, culturale și obștești”[20]
- Ordinul „Steaua Republicii Socialiste România” clasa a IV-a (25 decembrie 1967) „pentru merite deosebite în opera de construire a socialismului, cu prilejul celei de-a XX-a aniversări a proclamării Republicii”[21]
- Ordinul „Meritul Științific” clasa a II-a (1971) „pentru merite deosebite în opera de construire a socialismului, cu prilejul aniversării a 50 de ani de la constituirea Partidului Comunist Român”[22]

Pentru contribuția sa la promovarea științelor genomice a fost distins cu numeroase ordine și medalii și a primit titluri și demnități de la 13 organizații. Printre cele mai prestigioase dintre acestea sunt Ordinul Coroana României în Grad de Cavaler, Ordinul Steaua României, Ordinul Meritul Științific și Medalia „ProBeneficio Mundi” acordată de Academia Braziliană de Științe.

## Publicații
Rezultatele cercetărilor științifice realizate de Liviu Constantinescu au fost publicate în aproape 100 de articole apărute în România și în alte șapte țări din Europa sau America de Nord și în nouă volume volume cu caracter monografic publicate în calitate de autor, coautor sau editor.
- Liviu Constantinescu: Potențiale disruptive în vapori de hidrocarburi. Teză de doctorat. Oficiul de librării, București, 1941, 84 p.
- Liviu Constantinescu: Curs de gravimetrie și prospecțiuni gravimetrice, Vol I. Curs litografiat. Institutul de Petrol, Gaze și Geologie, București, 1959, 384 p.
- Liviu Constantinescu: Curs de geomagnetism și prospecțiuni magnetice, Vol II. Curs litografiat. Institutul de Petrol, Gaze și Geologie, București, 1961, 448 p.
- L. Constantinescu (editor), R. Botezatu, C. Calotă, Vl. Șteflea, D. Romanescu, M. Paucă, E. Gohn: Prospecțiuni geofizice, Vol. I, Metodele cîmpurilor naturale. Editura Tehnică, București, 1964, 528 p.
- L. Constantinescu (editor), P. Tănăsescu, M. Rădulescu, D. Doicin, Vl. Roșca, D. Enescu, I. Cândea, P. Constantinescu, M. Barbu: Prospecțiuni geofizice, Vol. II, Metodele cîmpurilor artificiale. Editura Tehnică, București, 1965, 557 p.
- Liviu Constantinescu: Prospection gravimétrique et magnétometrique. Cours international postuniversitaire UNESCO de perfectionnement dans la géologie du pétrole. IPGG, Bucarest, 1967, 47 p.
- Liviu Constantinescu: Mesaje ale Pămîntului în descifrări actuale. Editura Științifică, București, 1974, 189 p.
- L. Constantinescu, D. Enescu: Cutremurele din Vrancea în cadru științific și tehnologic. Editura Academiei R.S România, București, 1985, 230 p.
- Cutremurele din Vrancea, Editura Academiei Republicii Socialiste România, 1985

O listă (probabil incompletă) a lucrărilor publicate de Liviu Constantinescu se găsește în
- Studii și cercetări de geofizică, Tomul 42, 2004, pp. 110–115.